# Bürgerhäuser am Molkenmarkt

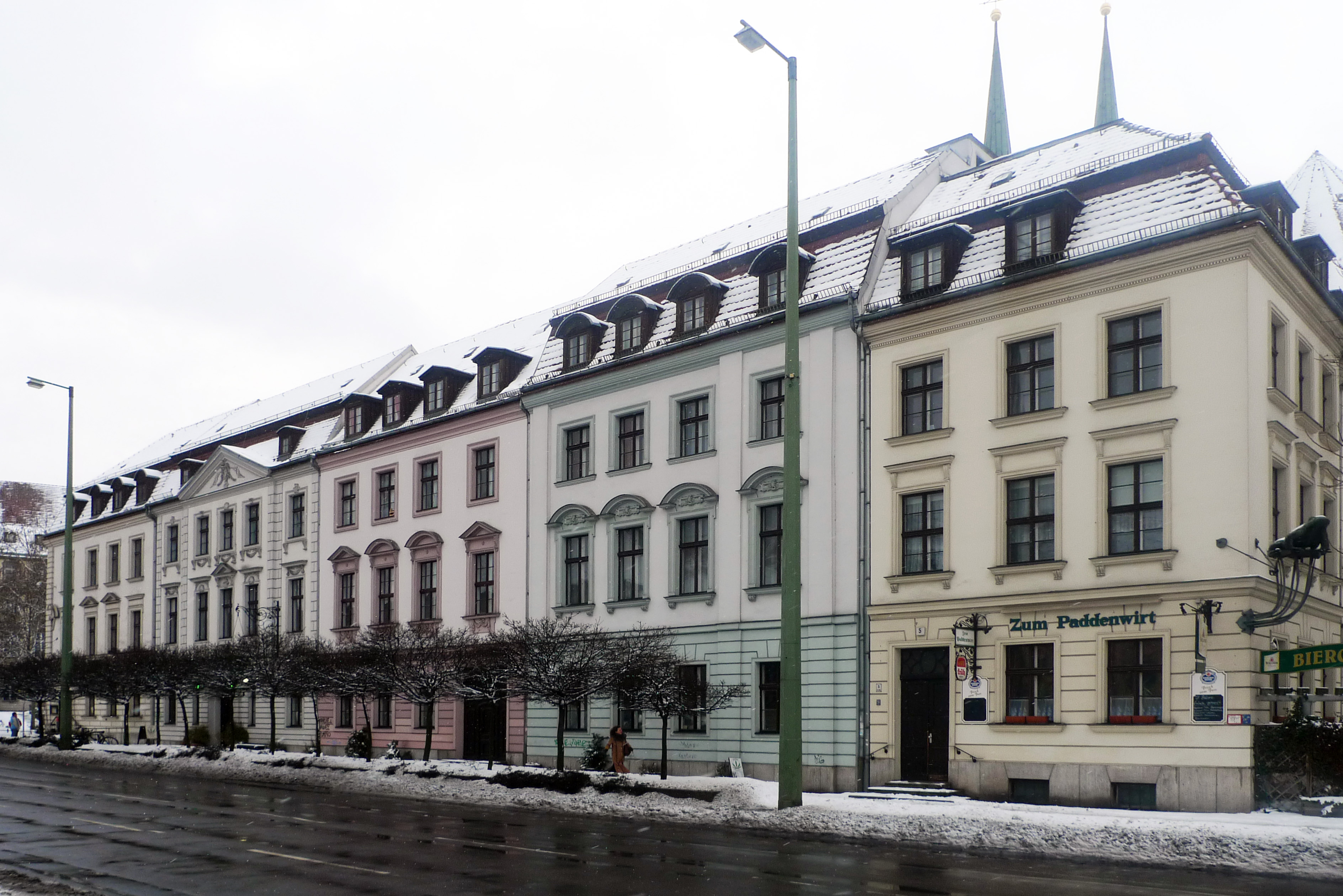
Die Bürgerhäuser am Molkenmarkt 6–10

Die Bürgerhäuser am Molkenmarkt sind eine historisierende Hausreihe an Berlins ältestem Marktplatz.

## Lage
Am Spreeübergang zwischen Berlin und Cölln mündet der Mühlendamm auf den traditionsreichen Marktplatz, der bis in das 17. Jahrhundert auch Alter Markt (Ouder Markt) genannt wurde.

## Geschichte
Die Nordseite des Molkenmarktes war bis 1935 dicht mit Bürgerhäusern bebaut, bis eine neue Brücke über den Mühlendamm und die nationalsozialistischen Planungen für ein Gauforum vor dem Stadthaus den Abbruch der Häuser nötig machte. Die geplante Neubauung kam bis 1945 nicht zur Umsetzung.
Erst 1984 bis 1986 wurde der Molkenmarkt im Zuge der Anlage des Nikolaiviertels zur 750-Jahr-Feier Berlin wieder bebaut. Der Architekt Günter Stahn schuf eine freie Collage historischer Häuser aus Alt-Berlin, die sich an der historischen Form orientiert. Wo keine oder nur eine schlechte Baudokumentation vorhanden war, setzte Stahn gut dokumentierte Altstadthäuser aus Alt-Berlin und Alt-Cölln ein.